# Marabu
Marabu (znanstveno ime Leptoptilos crumenifer) je velika ptica močvirij iz družine štorkelj Ciconiidae. Gnezdi v Afriki južno od Sahare, tako v mokrih kot v sušnih habitatih, pogosto v bližini človeških bivališč, zlasti na odlagališčih odpadkov. Včasih jo imenujejo "ptica pogrebnik" zaradi njene oblike od zadaj: krila in hrbet, podobna plašču, suhe bele noge in včasih velika bela masa perja.

## Taksonomija in sistematika
Ime marabu naj bi izhajalo iz arabske besede murābit, kar pomeni 'tiho' ali 'puščavnikovo. Lekcija je prvotno opisala vrsto v rodu štorkelj Ciconia kot Ciconia crumenifera. Vrsta je bila premaknjena v rod Leptoptilos in končnica je bila spremenjena v crumeniferus in so jo uporabljali številni avtorji, dokler ni bilo ugotovljeno, da je pravilna moška končnica, ki ustreza rodu crumenifer.

## Opis
Marabu je ogromna ptica: veliki primerki naj bi dosegli višino 152 cm in težo 9 kg. Fisher in Peterson sta sprejela razpon peruti 3,7 m, kar je to vrsto umestilo med danes živeče ptice z največjim razponom peruti. Poročali so o celo višjih meritvah do 4,06 m, čeprav nobena meritev nad 3,20 m ni bila preverjena. Pogosto mu pripisujejo največji razpon med kopenskimi pticami, saj lahko tekmuje z andskim kondorjem; bolj tipično pa te štorklje merijo prek peruti 225–287 cm, kar je približno 33 cm  manj od povprečnega razpona kril andskega kondorja in skoraj 65 cm manj od povprečja največjih albatrosov ter pelikanov. Tipična teža je 4,5–8 kg, neobičajno le 4 kg, dolžina (od kljuna do repa) pa je 120 do 130 cm. Samice so manjše od samcev. Dolžina kljuna je lahko od 26,4 do 35 cm. Za razliko od večine štorkelj, tri vrste rodu Leptoptilos letijo z uvlečenim vratom kot čaplje.
Marabu je nezgrešljiv zaradi svoje velikosti, gole glave in vratu, črnega hrbta in belega spodnjega dela. Ima ogromen kljun, rožnato golšo na grlu (crumenifer(us)) pomeni "nosilec mošnjička za denar"), ovratnik ter črne noge in krila. Spola sta si podobna, vendar je mlada ptica bolj rjava in ima manjši kljun. Polno zrelost doseže šele po štirih letih ali več.

## Vedenje in ekologija
Kot večina štorkelj je tudi marabu družinski in gnezdilec v koloniji. V afriškem sušnem obdobju (ko je hrana bolj dostopna, saj se tolmuni krčijo), zgradi drevesno gnezdo, v katerega izdleže dve ali tri jajca. Znan je kot precej agresiven.
Drugim štorkljam je podoben tudi po tem, da ni zelo glasen, a se prepusti dvorjenju z ropotanjem z razkazovanjem. Z grleno golšo tedaj oddaja različne zvoke.

### Vzreja
Marabu se razmnožuje v kolonijah, ki se začnejo v sušnem obdobju. Samica izleže dve do tri jajca v majhno gnezdo iz vej; jajca se izležejo po inkubacijski dobi 30 dni. Njihovi mladiči dosežejo spolno zrelost pri 4 letih. Življenjska doba je 43 let v ujetništvu in 25 let v naravi.

### Hranjenje
Marabu je pogost mrhovinar, gola glava in dolg vrat pa sta prilagoditvi temu preživetju, tako kot pri jastrebih, s katerimi se marabu pogosto prehranjuje. V obeh primerih bi se pernata glava hitro strdila s krvjo in drugimi snovmi, ko bi bila ptičja glava znotraj velikega trupla, golo glavo pa je lažje vzdrževati čisto.
Ta velika in močna ptica je predvsem mrhovino, ostanke in iztrebke, vendar bo oportunistično pojedla skoraj vse živalske snovi, ki jih lahko pogoltne. Občasno poje druge ptice, vključno z gnezdišči Quelea, golobov, piščancev pelikanov in kormoranov ter celo plamencev. Med gnezditveno sezono odrasli zmanjšajo mrhovino in vzamejo večinoma majhen živ plen, saj mladiči potrebujejo takšno hrano za preživetje. Običajni plen v tem času so lahko ribe, žabe, žuželke, jajca, mali sesalci in plazilci, kot so mladički in jajca krokodilov , ter kuščarji in kače. Čeprav je znano, da jedo gnilo in na videz neužitno hrano, lahko te štorklje včasih sperejo hrano v vodi, da odstranijo zemljo.
Ko se prehranjuje z mrhovino, marabu pogosto sledi jastrebom, ki so bolje opremljeni s trnkastimi kljuni za trganje mrhovine in lahko počakajo, da jastrebi odvržejo kos, ukradejo kos mesa neposredno jastrebu ali počakajo, da jastrebi končajo. Tako kot jastrebi tudi marabuji opravljajo pomembno naravno funkcijo s čiščenjem območij z zaužitjem mrhovine in odpadkov.
Marabuji so vedno bolj odvisni od človeških smeti in na stotine ogromnih ptic je mogoče najti okoli afriških odlagališč ali čakati na ostanke v urbanih območjih. Opazili so, da marabuji, ki jedo človeške smeti, požrejo skoraj vse, kar lahko pogoltnejo, vključno s čevlji in kosi kovine. Znano je, tisti, ki so se prehranjevali iz človeških virov, napadejo, ko jim odtegnejo hrano.

### Grožnje
Popolnoma odrasli marabuji imajo malo naravnih sovražnikov in imajo visoko letno stopnjo preživetja, čeprav naj bi levi plenili nekatere posameznike v zasedi. Pri divjih marabujih so odkrili številne endoparazite, vključno z ogorčicami Cheilospirura, Echinura in Acuaria, Amoebotaenia sphenoides (Cestoda) in Dicrocoelium hospes (Trematoda).

## Človekova uporaba
Marabujev puh se pogosto uporablja pri okraševanju različnih kosov oblačil in klobukov ter ribiških vab. Puranov puh in podobno perje so uporabljali kot nadomestek za obrezovanje 'marabujev'.

## Galerija
- Nacionalni park Mikumi, Tanzanija
- Marabu, britanska vzhodna Afrika
- Okostje marabuja
- Odlitek lobanje iz Leptoptilos crumenifer prikazuje svoj dolg kljun
- Marabu in beloglavi jastreb (G. fulvus) mrhovita v Masai Mari v Keniji
- Ogrinjalo iz leta 1920, obrobljeno s perjem marabuja
- Razprtih kril, Uganda
- Razprtih kril,  Etiopija
- prehranjevanje s slonovim truplom